# Список гетманов Войска Запорожского

Герб Войска Запорожского

Ге́тман (укр. Гетьман) — название высших военачальников в государственных и войсковых образованиях на Украине:
- в XVI — первой половине XVII веков — Старший Войска Запорожского (глава) реестровых казаков;
- с 1648 года — правитель Войска Запорожского и глава казацкого войска;
- с 1657 года — гетман Правобережной (до 1704 года) и Левобережной Украины;
- с 1708 года — гетман назначался царским правительством;
- в 1722—1727 и 1734—1750 годах — гетманы не назначались;
- в 1764 году — гетманство было упразднено.

В апреле—декабре 1918 года — название должности главы Украинской державы.
Гетманская власть на Украине создавалась постепенно, поэтому о ранних предводителях (до Дмитрия Вишневецкого) сведения крайне скудны. Но и в более позднее время часто нельзя ни отличить менее значительных вождей от гетманов, признанных всем казачеством, ни установить непрерывное преемство гетманов.
Отдельными цветами выделены:
 Гетманы реестровых казаков.
 Наказные гетманы.

## Гетманы Войска Запорожского XVI — первой половины XVII вв.
| Имя                           | Изображение | Герб | Годы жизни                          | Гетманство  | Дополнение |
| Юрий Пац                      |             |      | середина XV века — 1505             | 1486—1492   | Титула гетмана не имел. Организатор казачьих отрядов |
| Богдан Глинский               |             |      | ? — 1509                            | 1488—1495   | Титула гетмана не имел. Организатор казачьих отрядов. Разрушил Очаков |
| Дмитрий Путятич               |             |      | середина XV века — 1505             | 1492—1505   | Титула гетмана не имел. Организатор казачьих отрядов |
| Сенько Полозович              |             |      | ? — ?                               | 1510—1524   | Титула гетмана не имел. Организатор казачьих отрядов |
| Евстафий Дашкевич             |             |      | 1472—1535                           | 1514—1535   | Литовский и русский воевода, затем черкасский староста. Организовывал отряды казаков для защиты от нападений татар. Принимал участие в восстании князя Михаила Глинского, возглавлял военные походы в Крым и московские земли. |
| Предслав Лянцкоронский        |             |      | ?—1531                              | 1516—1528   | Вместе с Остапом Дашкевичем организовал Запорожское казачество. Воевал против турок и татар, ходил походами под Белград и Очаков. |
| Венжик Хмельницкий            |             |      | ? — ?                               | 1534—1566   | Прадед Богдана Хмельницкого. Разбил Крымскую орду под Заславлем. |
| Дмитрий Вишневецкий           |             |      | 1516—1563                           | 1550—1557   | Князь, украинский магнат. Черкасский и каневский староста в 1550-х годах. Построил замок на острове Малая Хортица. Один из руководителей похода российских войск на Крымское ханство в 1558 году. В 1563 году во время борьбы за молдавский трон был пленён и казнён.                                                                          |
| Андрей Лях                    |             |      | середина XVI века — ?               | 1568        | Организатор нападения на Московское посольство в Крыму |
| Михаил Вишневецкий            |             |      | 1529—1584                           | 1569—1574   | Возглавил успешный военный поход против турок и татар в приволжские степи. |
| Ян Бадовский                  |             |      | ? — 1575                            | 1572—1575   | Первый гетман реестрового казачества, польский шляхтич. |
| Фока Покотило                 |             |      | ?—1574                              | 1574        | Совершил несколько морских походов в Турцию. Разрушил Измаил, Килию и Аккерман. |
| Григорий (Иван) Свирговский   |             |      | ? — ?                               | около 1575  | Одержал несколько побед над турками. |
| Самойло Кошка                 |             |      | ? — ?                               | 1574        | 26 лет он провёл в плену у турок прикованным к галерам. Добился от польского короля Сигизмунда III Вазы официального признания казачества. Участвовал в походах в Крым, Молдову и польско-шведской войне. |
| Богдан Ружинский              |             |      | ? — 1576                            | 1575—1576   | Возглавлял военные походы в Крым и морские походы к берегам Малой Азии, разграбил Трапезунд и Синоп. Погиб при взятии турецкой крепости Аслам-Кермен. |
| Яков Шах                      |             |      | Вторая половина XVI века            | 1576—1578   | Низовой гетман. Был претендентом на молдавский престол. Возглавлял походы на Крымское ханство, Турцию и Польшу. |
| Иван Подкова                  |             |      | ?—1578                              | 1577—1578   | При поддержке Якова Шаха занял молдавский престол. |
| Лукьян Чернинский             |             |      | ? — ?                               | 1578        | Осуществил походы на Перекоп против татар и в Молдавию. В 1586 году предпринял попытку поднять большое антипольское крестьянское восстание. |
| Ян Оришевский                 |             |      | ? — ок. 1605                        | 1578—1594   | Принимал участие в Ливонской войне на стороне Польши, в 1585 году совершил поход в Крым. Представлял запорожских казаков на конвокационном сейме 1587 года, избравшем Сигизмунда III. |
| Самойло Зборовский            |             |      | ? — 1584                            | 1581        | Возглавлял поход против турок и на Молдавское княжество, намереваясь занять там престол. Казнён в Кракове. |
| Яков Шах                      |             |      | Вторая половина XVI века            | 1582—1583   | 2-й раз |
| Демьян Скалозуб               |             |      | ? — ?                               | 1583—1584   | Возглавлял поход против турок, но был пленён и умер в Константинополе. |
| Богдан Микошинский            |             |      | ? — ?                               | 1584        | Вёл войны против турок и татар, возглавлял морской поход 1594 года. Вёл переговоры о приёме запорожцев на службу к австрийскому императору. |
| Михаил Ружинский              |             |      | ? — ?                               | 1585        | Возглавлял поход на Перекоп, присоединил территории территории междуречья Кальмиуса и Берды к землям Войска Запорожского. Весной 1587 года овладел крепостью Очаков. |
| Кирик Ружинский               |             |      | ?—ок. 1601                          | 1585        | Возглавлял отряд польских войск, воевавших против восставших под руководством Наливайко. |
| Захар Кулага                  |             |      | ? — 1589                            | 1585        | Возглавлял военные походы против турок. Погиб в бою. |
| Лукьян Чернинский             |             |      | ? — ?                               | 1586        | 2-й раз |
| Богдан Микошинский            |             |      | ? — ?                               | 1586        | 2-й раз |
| Гаврило Голуб                 |             |      | ? — ?                               | 1588        | |
| Захар Кулага                  |             |      | ?—1589                              | 1589        | 2-й раз |
| Войцех Чановицкий             |             |      | ? — ?                               | 1590        | |
| Криштоф Косинский             |             |      | 1545—1593                           | 1591—1593   | Предводитель крупного антипольского восстания 1591—1593 годов. |
| Григорий Лобода               |             |      | ? — 1596                            | 1593—1594   | Руководитель народного восстания на Украине в конце XVI века. |
| Богдан Микошинский            |             |      | ? — ?                               | 1594        | 3-й раз |
| Григорий Лобода               |             |      | ? — 1596                            | 1594—1595   | 2-й раз |
| Северин Наливайко             |             |      | ?—1597                              | 1594—1596   | Руководитель антипольского крестьянско-казацкого восстания, названного его именем. |
| Фёдор Полоус                  |             |      | ? — ?                               | 1595        | Непримиримый противник Речи Посполитой. Принимал участие в восстании Наливайко 1594—1596 годов. |
| Григорий Лобода               |             |      | ? — 1596                            | 1595—1596   | 3-й раз |
| Матвей Шаула                  |             |      | ? — 1596                            | 1596        | Один из предводителей восстания Наливайко. Принимал участие в военных действиях под Белой Церковью против поляков. Казнён в Варшаве. |
| Карп Масло                    |             |      | ? — 1595                            | 1595        | Запорожский гетман, в августе-сентябре 1595 воевал с татарами на Перекопе и был разгромлен. Погиб в бою. |
| Каспар Подвысоцкий            |             |      | ? — ?                               | 1595        | Принимал участие в восстании под руководством Наливайко. |
| Кшиштоф Кремпский             |             |      | ? — ?                               | 1596        | Принимал участие в восстании под руководством Наливайко. Избран гетманом 28 мая 1596 после смещения и казни Лободы. После разгрома на Солонице вырвался из окружения и вернулся на Сечь. |
| Криштоф Нечковский            |             |      | ? — ?                               | 1596        | Избран гетманом на Сечи в июле 1596. |
| Гнат Василевич                |             |      | ? — ?                               | 1596—1597   | Вёл умеренную политику, удерживал казаков от конфликтов с Турцией и Польшей. |
| Тихон Байбуза                 |             |      | ? — ?                               | 1597—1598   | Вёл борьбу за гетманство с Фёдором Полоусом. Во время восстания Наливайко воевал на стороне поляков. Проводил политику, направленную на достижение компромисса с польским правительством. |
| Фёдор Полоус                  |             |      | ? — ?                               | 1598        | 2-й раз. Возглавил восстание казацких низов против соглашателей Т. Байбузы. Разгромил отряд Скалозуба под Бургунью. |
| Семён Скалозуб                |             |      | ?—1600                              | 1599        | Возглавлял морские походы против Турции. Подавлял восстание Полоуса в 1598. Погиб в бою. |
| Самойло Кошка                 |             |      | ? — ?                               | 1599—1602   | Возглавил реестр после его возобновления в 1600 году. Принимал участие в польско-шведской войне в составе польской армии |
| Гавриил Крутневич             |             |      | ? — ?                               | 1602        | Принимал участие в польско-шведской войне в составе польской армии. |
| Иван Куцкович                 |             |      | ? — ?                               | 1602—1603   | Сложил с себя гетманство при возвращении казаков из польско-шведской войны, не находя возможности удержать дисциплину среди казаков, не получавших жалование. |
| Иван Косый                    |             |      | ? — ?                               | 1603        | Вывел казацкое войско на Сечь после участия казаков в польско-шведской войне. |
| Гавриил Крутневич             |             |      | ? — ?                               | 1603        | 2-й раз |
| Григорий Изапович             |             |      | ? — ?                               | 1604—1606   | Издал универсал, предостерегавший жителей Юго-Западной Руси о предстоящем вторжении татар. |
| Богдан Олевченко              |             |      | ? — ?                               | 1606        | Принимал участие в осаде Смоленска во время Смоленской кампании 1609—1610 годов. |
| Каленик Андриевич             |             |      | Конец XVI — 1-я половина XVII веков | 1609—1610   | Участвовал в осаде Смоленска во время Смоленской кампании 1609—1610 годов. 3 января 1625 года заключил союз с Крымским ханством. |
| Александр Зборовский          |             |      | ? — 1621                            | 1610        | Сын Гетмана Самойла Зборовского. Служил Лжедмитрию I, потом Лжедмитрию II; способствовал поражению русских войск при Царёво-Займище и Клушине. |
| Григорий Тискиневич           |             |      | ? — ?                               | 1610        | Вошёл в историю как ревностный защитник украинского православия. |
| Пётр Сагайдачный              |             |      | 1570—1622                           | 1611—1617   | Участник и руководитель походов против Крымского ханства и Турции. Руководитель Московского похода во время польско-русской войны 1618 года. Боролся против засилья католической и униатской церквей. Восстановил православную иерархию. |
| Дмитрий Барабаш               |             |      | ? — 1658                            | 1617        | Принимал участие в походе на Стамбул в 1617 году. |
| Пётр Сагайдачный              |             |      | 1570—1622                           | 1617—1619   | 2-й раз |
| Яков (Яцко) Неродич-Бородавка |             |      | ? — 1621                            | 1619—1621   | Руководитель народного восстания 1619—1621 годов. Казнён по приказу гетмана Петра Сагайдачного. |
| Пётр Сагайдачный              |             |      | 1570—1622                           | 1621—1622   | 3-й раз |
| Олифер Голуб                  |             |      | Между 1540 и 1550 — 1628            | 1622        | Принимал участие в морских походах против Османской империи и в казацком восстании 1625 года, возглавляемом Марком Жмайлом. |
| Михаил Дорошенко              |             |      | ? — 1628                            | 1622        | Добивался защиты казацких прав и привилегий, отстаивал православие. В 1625 году подписал Куруковский договор. |
| Олифер Голуб                  |             |      | Между 1540 и 1550 — 1628            | 1622—1623   | 2-й раз |
| Богдан Копыл                  |             |      | ? — ?                               | 1623        | |
| Михаил Дорошенко              |             |      | ? — 1628                            | 1623—1624   | 2-й раз |
| Григорий Чорный               |             |      | ?—1630                              | 1624        | Вместе с Михаилом Дорошенко принимал участие в походе против крымских татар (1628). |
| Олифер Голуб                  |             |      | Между 1540 и 1550 — 1628            | 1624        | 3-й раз |
| Каленик Андриевич             |             |      | Конец XVI — 1-я половина XVII веков | 1624—1625   | 2-й раз |
| Фёдор Пырский                 |             |      | ? — ?                               | 1625        | Руководил казаками во время морских походов. |
| Марк Жмайло                   |             |      | ? — ?                               | 1625        | Руководил восстанием 1625 года против польско-шляхетской армии. |
| Михаил Дорошенко              |             |      | ? — 1628                            | 1625—1628   | 3-й раз |
| Олифер Голуб                  |             |      | Между 1540 и 1550 — 1628            | 1626        | 4-й раз |
| Григорий Чорный               |             |      | ?—1630                              | 1628        | 2-й раз |
| Иван Сулима                   |             |      | ?—1635                              | 1628        | Гетман запорожский. Активный борец против польско-шляхетского гнёта на Украине. Руководил восстанием 1635 года, в ходе которого захватил и разрушил польскую крепость Кодак. |
| Левко Иванович                |             |      | ? — ?                               | 1628—1629   | Вместе с Михаилом Дорошенко принимал участие в походе против крымских татар (1628). Выступал против гетмана Григория Чорного. |
| Мойзерница                    |             |      | ? — ?                               | 1628        | Избран гетманом после гибели М.Дорошенко в походе на Кафу. |
| Григорий Чорный               |             |      | ?—1630                              | 1629—1630   | 3-й раз |
| Тарас Федорович               |             |      | ? — ок. 1637                        | 1630        | Руководитель народного восстания 1630 года против шляхетского гнёта на Украине. Первый гетман нереестровых казаков Запорожской Сечи. |
| Семён Перевязка               |             |      | ? — ?                               | 1630        | Удерживал казаков от войны с Речью Посполитой, организовывая походы против турок и крымских татар. |
| Тимофей Орендаренко           |             |      | ? — ?                               | 1630—1631   | Принимал участие в восстании против польского господства под руководством Тараса Федоровича. Возглавлял казацкое войско в боях под Смоленском в ходе войны между Речью Посполитой и Московским царством 1632—1634 годов. |
| Иван Кулага-Петражицкий       |             |      | ? — 1635                            | 1631—1632   | Принимал участие в восстании Тараса Федоровича. Являлся сторонником Михаила Дорошенко. Защищал интересы православной церкви. Сторонник Польши |
| Андрей Гаврилович             |             |      | ? — ?                               | 1632        | Принимал участие в военном походе на Волынь. |
| Семён Перевязка               |             |      | ? — ?                               | 1632        | 2-й раз; был обвинён в предательстве в пользу поляков, арестован, но сбежал до суда и скрывался в Польше |
| Андрей Диденко                |             |      | ? — ?                               | 1632—1633   | Избран гетманом при поддержке православного митрополита киевского Исайи Копинского. Был активным участником восстания под предводительством Тараса Трясила (Федоровича). |
| Тимофей Орендаренко           |             |      | ? — ?                               | 1632—1633   | 2-й раз |
| Дорофей Дорошенко             |             |      | ? — ?                               | 1633        | |
| Иван Сулима                   |             |      | ?—1635                              | 1635        | 2-й раз |
| Василий Томиленко             |             |      | ? — ?                               | 1636—1637   | Во время восстания под руководством Павла Павлюка (1637) принял сторону повстанцев. Во время обороны Боровицы был схвачен, выдан полякам и казнён. |
| Савва Кононович               |             |      | ? — 1637                            | 1637        | В своих поступках действовал в духе польского правительства. Был убит приверженцами Павла (Бута) Павлюка. |
| Павлюк                        |             |      | ? — 1638                            | 1637        | Предводитель крестьянско-казацкого восстания на Украине в 1637—1638 годах. |
| Дмитрий Гуня                  |             |      | 1-я половина XVII века              | 1637—1638   | Возглавлял несколько походов запорожских казаков против турок и крымских татар, был одним из руководителей крестьянско-казацких выступлений 1637—1638 годов против Речи Посполитой. |
| Ильяш Караимович (Армянчик)   |             |      | ? — 1648                            | 1637—1638   | Принимал участие в подавлении восстаний Павлюка (1637) и Острянина (1638). |
| Яков Острянин                 |             |      | ? — 1641                            | 1638        | Один из руководителей крестьянско-казацкого восстания 1638 года на Украине. Принимал участие в борьбе с татарами, совершавшими набеги на южные границы Русского государства. Убит казаками. |
| Петр Комаровский              |             |      | ? — ?                               | 1638        | |
| Дмитрий Гуня                  |             |      | 1-я половина XVII века              | 1638        | 2-й раз |
| Карп Пивторакожуха            |             |      | ? — 1642                            | 1639—1642   | После разгрома на Старце возглавлял казацкие отряды, партизанившие в диких донецких и харьковских степях. |
| Максим Гулак                  |             |      | ? — ?                               | 1642—1646   | После смерти Пивторакожуха возглавлял казацкие отряды, партизанившие в диких донецких и харьковских степях. |
| Иван Барабаш                  |             |      | ?—1648                              | 1647—1648   | Наказной гетман, назначен польским правительством. В ходе восстания Хмельницкого перед началом битвы под Жёлтыми Водами в ночь с 3-го на 4-е мая 1648 года утоплен реестровыми казаками, перешедшими на сторону восставших, вместе с другими шляхетскими начальниками, сторонниками польской власти..                                          |
| Богдан Хмельницкий            |             |      | 1595—1657                           | 1648—1657   | Руководитель освободительной войны украинского народа против Речи Посполитой в 1648—1654 годах. На Переяславской раде провозгласил соединение Украины с Россией. |
| Семён Забузкий                |             |      | ? — ?                               | 1649        | Возглавлял казацкие отряды, партизанившие в диких донецких и харьковских степях. Затем перешёл на сторону поляков. Служилый шляхтич коронного хорунжего. 7 июля 1649 года король Ян Казимир выдал Забузкому универсал на гетманство. Номинально гетманствовал до августа 1649 года.                                                            |
| Максим Кривонос               |             |      | ? — 1648                            | 1648        | В 1648 году был наказным гетманом у четырёх полков: Лисянского, Корсунского, Белоцерковского и Уманского. |
| Станислав Кричевский          |             |      | ? — 1649                            | 1649        | В 1649 году был наказным гетманом у восьми полков Войска Запорожского. |
| Филон Джалалий                |             |      | ? — 1658                            | 1651 и 1655 | Наказной гетман, избранный во время Берестецкой битвы. Один из ближайших сподвижников гетмана Богдана Хмельницкого. Участник восстания Барабаша и Пушкаря. |
| Адам Хмелецкий                |             |      | ? — ?                               | 1651        | Второй наказной гетман, избранный во время Берестецкой битвы, вместо Филона Джеджалия. |
| Матвей Гладкий                |             |      | ? — 1652                            | 1651        | Миргородский полковник. Третий наказной гетман, избранный во время Берестецкой битвы вместо Адама Хмелецкого. Казнен по приказу Богдана Хмельницкого. |
| Иван Богун                    |             |      | 1618—1664                           | 1651        | Четвёртый наказной гетман, избранный во время Берестецкой битвы вместо Матвея Гладкого. Сподвижник Богдана Хмельницкого. В 1659 году поднял антипольское восстание на Правобережной Украине. |
| Тимош Хмельницкий             |             |      | 1632—1653                           | 1652—1653   | Сын Богдана Хмельницкого. Жаботинский полковник, наказной гетман в 1652—1653. |
| Иван Золотаренко              |             |      | ?—1655                              | 1654—1655   | Корсунский и Нежинский полковник. Наказной гетман Войска Запорожского, отправленного в Литву. Погиб при осаде Старого Быхова. |
| Антон Жданович                |             |      | ?—ок.1660                           | 1657        | Киевский полковник. Наказной гетман Войска Запорожского, отправленного против Речи Посполитой для поддержки Дьёрдя II Ракоци в 1657 году. |
| Григорий Лесницкий            |             |      | ?—1664                              | 1657        | Миргородский полковник и генеральный судья. Наказной гетман в 1657 году. |
| Юрий Хмельницкий              |             |      | 1641—1685                           | 1657        | Сын Богдана Хмельницкого. Разорвал обновлённый им самим союз с Россией, подписав с Польшей Слободищенский трактат 1660 года. В результате народного восстания отказался от гетманства. В 1670-х годах перешёл на сторону Османской империи. |
| Иван Выговский                |             |      | ? — 1664                            | 1657—1659   | Подписал Гадячский договор 1658 года, по которому Украина переходила под власть Польши. В ходе восстания Ивана Богуна в 1659 году был низложен, бежал в Польшу, где был расстрелян по обвинению в измене. |
| Григорий Гуляницкий           |             |      | ?—1679                              | 1659        | Нежинский полковник. Наказной гетман в 1659 году. |
| Иван Беспалый                 |             |      | ?—1662                              | 1658—1659   | Один их основателей Уманского полка, участник восстания Хмельницкого. Принимал участие на стороне царских войск в Конотопской битве. Добровольно сложил с себя полномочия гетмана, освобождая место для Юрия Хмельницкого, однако из-за неспособности последнего к государственным делам продолжал оказывать значительное влияние на политику. |
| Юрий Хмельницкий              |             |      | 1641—1685                           | 1659—1663   | 2-й раз |
| Павел Апостол                 |             |      | 1628 — 1678                         | 1659        | Наказной гетман. Гадячский и Миргородский полковник. В 1659 году защищал Гадяч от войск гетмана Выговского и крымского хана. В 1660 году принимал участие в походе Василия Шереметева на Львов. |
| Тимофей Цецюра                |             |      | ? — ок. 1671                        | 1660        | Наказной гетман. В 1660 году принимал участие в походе Василия Шереметева против Польши. |

## Гетманы Правобережной Украины
Правобережная Украина — историческое наименование территории по правому берегу Днепра, в 1667—1793 годах. В 1793 году, в результате раздела Польши, Правобережная Украина воссоединилась с Левобережной Украиной и вошла в состав Российской империи.
Вследствие раскола в стане казаков в ходе русско-польской войны 1654—1667 годов, на обоих берегах Днепра был избран свой гетман. На Правобережной Украине им стал в 1663 году Павел Тетеря, на Левобережной Украине — Иван Брюховецкий.
| Имя                      | Изображение | Герб | Годы жизни         | Гетманство | Дополнение |
| Павел Тетеря             |             |      | 1620 (1622) — 1670 | 1663—1665  | Сторонник перехода всей Украины под власть Польши. Подавлял народные восстания. Потерпев неудачу в своей политике, бежал в Польшу.                                  |
| Степан Опара             |             |      | ? — 1665           | 1665       | В 1665 году провозгласил себя гетманом Правобережной Украины. Опирался на поддержку татар. Казнён в Варшаве.                                                        |
| Пётр Дорошенко           |             |      | 1627—1698          | 1665—1676  | При поддержке Турции и Крымского ханства пытался овладеть Левобережной Украиной. В 1676 году сдался в плен русским войскам. Позже был воеводой в Вятке в 1679—1682. |
| Иван Белковский          |             |      | ? — ?              | 1668       | Гетман Запорожских казаков |
| Григорий Дорошенко       |             |      | ? — ?              | 1668       | Брацлавский полковник. Наказной гетман у гетмана Петра Дорошенко. Брат гетмана.                                                                                     |
| Андрей Дорошенко         |             |      | ? — ?              | 1674       | Паволоцкий полковник. Наказной гетман у гетмана Петра Дорошенко. Брат гетмана.                                                                                      |
| Яков Лизогуб             |             |      | ?—1698             | 1670—1673  | Черниговский полковник. Наказной гетман у гетмана Петра Дорошенко.                                                                                                  |
| Михаил Ханенко           |             |      | ? — ?              | 1669—1674  | Был признан гетманом только в незначительной части Правобережной Украины. Боролся за власть с Петром Дорошенко.                                                     |
| Остап Гоголь             |             |      | ?—1679             | 1675—1679  | Был назначен гетманом Правобережной Украины после отречения М.Ханенко.                                                                                              |
| Степан Куницкий          |             |      | ок. 1640—1684      | 1683—1684  | Начал восстановление старых казацких городов (Корсунь, Богуслав, Мошнов). Возглавлял военный поход в Молдавию. Убит казаками.                                       |
| Андрей Могила            |             |      | ок. 1630—1689      | 1684—1689  | Неоднократно принимал участие в боях с турками. Убит казаками. |
| Гришко Драгинич (Хрумко) |             |      | ? — ?              | 1689—1692  | |
| Самойло Самусь           |             |      | ?—ок. 1713         | 1693—1704  | Часто и успешно отражал татарские набеги на Украину и побеждал их. Сложил с себя гетманство и перешёл в подданство России.                                          |

## Гетманы Ханской Украины
Значительная часть территории юга Украины находилась под властью Османской империи и Крымского ханства. Эти земли имели название Ханская Украина и во 2-й половине XVII века управлялись гетманом, которого назначал хан (т. н. ханские гетманы).
| Имя                                  | Изображение | Герб | Годы жизни | Гетманство | Дополнение |
| Пётр Дорошенко                       |             |      | 1627—1698  | 1668—1676  | Участвовал в подавлении восстания 1657—1658 против гетмана Ивана Выговского и его польских союзников, руководимого М. Пушкарём и Я. Барабашем.                                                                                |
| Пётр Суховей                         |             |      | ? — ?      | 1670—1674  | Отстаивал идею подчинения Украины Крымскому Ханству. Вёл борьбу с гетманом Петром Дорошенко. |
| Юрий Хмельницкий                     |             |      | 1641—1685  | 1677—1681  | 3-й раз |
| Иван Яненко-Хмельницкий              |             |      | ? — ?      | 1679       | Наказной гетман у Юрия Хмельницкого. В конце 1679 года бежал к полякам. |
| Георгий Дука                         |             |      | ? — ?      | 1681—1684  | Господарь Молдавского княжества в 1665—1666 годах, господарь Валахии в 1674—1678 годах. |
| Яней Драгинич (Иван Грединович)      |             |      | ? — ?      | 1682—1683  | |
| Теодор Сулименко (Сулимка)           |             |      | ? — ?      | 1684—1685  | При поддержке татарских войск неудачно пытался захватить Немиров. |
| Аким Самченко                        |             |      | ? — ?      | 1685       | После Сулимки также неудачно пытался захватить Немиров Казнён по доносу. |
| Юрий Хмельницкий                     |             |      | 1641—1685  | 1685       | 4-й раз |
| Степан Лозинский (Стецик Ягорлыцкий) |             |      | ? — ?      | 1685—1695  | |
| Пётр Иваненко (Петрик)               |             |      | ? — ?      | 1692—1696  | Весной 1692 года заключил «Вечный мир» между Украиной и Крымом. Объявил антигетманское восстание и совершил несколько походов против Мазепы.                                                                                  |
| Иван Богатый                         |             |      | ? — ?      | 1698       | |
| Кость Гордиенко                      |             |      | ?—1733     | 1714—1728  | В 1714 году Кость Гордиенко занял пост гетмана Ханской Украины с официального разрешения крымского хана Каплана I Герай. Выступал против возвращения запорожцев на территорию Малороссии, подвластную русскому правительству. |

## Гетманы Левобережной Украины
Левобережная Украина — историческое наименование территории по левому берегу Днепра, в 1667—1793 годах. В 1793 году, в результате раздела Польши, Левобережная Украина воссоединилась с Правобережной Украиной, которая вошла в состав Российской империи.
Вследствие раскола в стане казаков в ходе русско-польской войны 1654—1667 годов, на обоих берегах Днепра был избран свой гетман. На Левобережной Украине им стал в 1663 году Иван Брюховецкий, на Правобережной Украине — Павел Тетеря.
| Имя                 | Изображение | Герб | Годы жизни  | Гетманство     | Дополнение |
| Иван Беспалый       |             |      | 1619 — 1718 | 1658—1659      | Избран Гетманом после перехода Ивана Выговского на сторону Речи Посполитой. Участник осады Варвы, Конотопской битвы, обороны Гадяча. В 1659 на второй Переяславскай Раде сложил с себя полномочия в пользу Юрия Хмельницкого.                                            |
| Яким Самко          |             |      | ?—1663      | 1660—1663      | Переяславский полковник. Наказной гетман Войска Запорожского на Левобережной Украине. 25 апреля 1662 года в Козельце был избран полным Гетманом Левобережной Украины. 18 сентября 1663 года казнен в Борзне по приказу Ивана Брюховецкого за сопротивление его власти.   |
| Иван Брюховецкий    |             |      | 1623—1668   | 1663—1668      | В 1663 возглавил волнения Сечи против гетмана Самка. 18 июня 1663 года на Чёрной Раде под Нежином избран Гетманом Левобережной Украины. В 1667 для укрепления своего положения, попытался заключить союз с Петром Дорошенко в пользу протектората Турции. Убит казаками. |
| Даниил Ермоленко    |             |      | 1620—1666   | 1665           | Замещал Брюховецкого во время его поездки в Москву. Убит взбунтовавшимися казаками. |
| Степан Вдовиченко   |             |      | ? — ?       | 1668           | Наказной гетман после убийства Брюховецкого до избрания Многогрешного. |
| Демьян Многогрешный |             |      | 1631—1703   | 1668—1672      | Заключил Глуховские статьи. По подозрениям в связях с Турцией низложен и сослан в Сибирь. |
| Родион Думитрашко   |             |      | ?—1705      | 1670           | Переяславский полковник. В 1670 году во время военных действий против Петра Дорошенко был наказным гетманом над Переяславским, Черниговским и Киевским полками. |
| Иван Самойлович     |             |      | 1630-е—1690 | 1672—1687      | Выступал за воссоединение обеих частей Украины. Боролся против гетмана Правобережной Украины Петра Дорошенка. В 1687 году был сослан в Сибирь. |
| Павел Животовский   |             |      | ?—1699      | 1678           | Миргородский и Гадячский полковник. В 1678 году был назначен наказным гетманом в Чигирин и оборонял город от турецкой армии. |
| Василий Барковский  |             |      | 1640—1702   | 1687           | Наказной Гетман Левобережной Украины. |
| Иван Мазепа         |             |      | 1639—1709   | 1687—1708      | Во время Северной войны, после ряда поражений армии Петра I, попытался отделиться от России и перешёл на сторону шведов. После Полтавской битвы бежал в турецкую крепость Бендеры вместе с Карлом XII.                                                                   |
| Иван Обидовский     |             |      | 1676—1701   | 1695 1700—1701 | Племянник Ивана Мазепы. Нежинский полковник. Наказной гетман в первом Азовском походе в 1695 году и в 1700—1701 годах. |
| Михаил Миклашевский |             |      | 1640—1706   | 1706           | Стародубский полковник, генеральный есаул и генеральный хорунжий. Наказной гетман в 1706 году. |

## Гетманы после объединения
После объединения Левобережной Украины и Правобережной Украины эти территории вошли в состав Российской империи. С 1708 года гетман назначался царским правительством.
| Имя                | Изображение | Герб | Годы жизни | Гетманство | Дополнение |
| Иван Скоропадский  |             |      | 1646—1722  | 1708—1722  | Участник борьбы против шведов в Северной войне. Активно проводил политику закрепощения украинских крестьян.                                                                                                   |
| Павел Полуботок    |             |      | 1660—1724  | 1722—1724  | Наказной гетман Левобережной Украины. При поддержке Меншикова, боролся против усиления влияния Малороссийской коллегии, что вызвало конфликт с Петром I. В 1723 году был заключён в Петропавловскую крепость. |
| Даниил Апостол     |             |      | 1658—1734  | 1727—1734  | Последний выборный гетман Левобережной Украины. Принимал участие в Северной войне и Персидском походе 1722—1723 годов. Активно внедрял судебную реформу.                                                      |
| Кирилл Разумовский |             |      | 1728—1803  | 1750—1764  | Последний гетман Украины, президент Петербургской АН (1746—1798). После упразднения гетманства — генерал-фельдмаршал.                                                                                         |

## Гетман в эмиграции
После смерти Ивана Мазепы, в 1710 году в Бендерах, гетманом Правобережной Украины был провозглашён Филипп Орлик.
| Имя          | Изображение | Герб | Годы жизни | Гетманство | Дополнение |
| Филипп Орлик |             |      | 1672—1742  | 1710—1742  | Генеральный писарь (1702—1708), сторонник И. Мазепы. После Полтавской битвы бежал заграницу. Составленные им «Договоры и постановления прав и вольностей Войска Запорожского» (Pacta et Constitutiones legum libertatumqe Exercitus Zaporoviensis), получили в украинской историографии название «Конституция Пилипа Орлика». Был гетманом до своей смерти в 1742 году, причём с 1714 года жил в Швеции, с 1720 года — в Австрии, затем в Чехии. В 1722 году переехал на турецкую территорию и находился до конца жизни в Молдавском княжестве. |

## Гетман Украинской державы
29 апреля 1918 года, воспользовавшись затяжным кризисом УЦР и опираясь на поддержку германского оккупационного командования, при сочувствии офицерских кругов бывшей русской армии и зажиточного украинского крестьянства, Павел Скоропадский совершил государственный переворот и был избран гетманом Украины. Упразднил Украинскую Народную Республику и провозгласил Украинскую Державу.
| Имя                | Изображение | Герб | Годы жизни | Гетманство          | Дополнение |
| Павел Скоропадский |             |      | 1873—1945  | апрель-декабрь 1918 | Генерал-лейтенант армии Российской империи. Участник русско-японской и первой мировой войн. Один из лидеров и идеологов монархического гетманского движения. |

## Современное состояние
- 15 марта 1990 года прошла первая Установочная рада украинского казачества в селе Капуливке около Никополя, на месте бывшей Чертомлицкой сечи, на которой было официально возрождено казачество современной Украины. 14 октября 1991 года в Киеве на Большой казацкой раде первым гетманом современной Украины был избран Вячеслав Черновол[181][182].
- В современной Украине гетманами казачества также были Владимир Мулява[183] (1992—1998), Иван Билас[184] (1998—2004), Анатолий Шевченко[185] (с 2002), Анатолий Попович (2002—2012)[186], а также все президенты (от Л. Кравчука до В. Януковича).
- 22 января 2005 года, за день до инаугурации, Виктор Ющенко на собрании ряда казацких генералов был объявлен единым гетманом Украины. Однако в том же году о своем гетманстве заявили также А.Шевченко и Н.Пантелюк. За год до назначения Ющенко был исключён из рядов казачества за неуплату членских взносов, а также был «лишён казачьего воинского звания генерал-есаула и военных наград»[187].